# Catedral d'Alexandre Nevski (París)
La catedral de Sant Alexandre Nevski de París és una església ortodoxa russa que fou consagrada el 1861. Situada a la rue Daru del 8è arrondissement, fou el primer lloc estable de culte per a la comunitat ortodoxa russa a França. És seu de l'Arquebisbat de les Esglésies russes a Europa Occidental, sota jurisdicció del Patriarcat Ecumènic de Constantinoble.

## Història
Fins al segle xix, el miler de russos que residien temporalment o permanentment a París no disposaven d'un altre lloc de culte que no fos el de l'Ambaixada Russa, un espai massa reduït. El 1847, el capellà de l'ambaixada, el Pare Josep Vassiliev, encetà el projecte de construcció d'una església permanent, projecte acceptat per Napoleó III després de cert retard. El finançament de la construcció es realitzà principalment mitjançant la subscripció de russos d'arreu del món. El tsar Alexandre II dona al voltant de 150.000 francs. A França, l'interès pel projecte també fou important, i a banda de les donacions dels fidels ortodoxos, també n'hi hagué provinents de les comunitats catòlica i protestant.
La construcció es va iniciar el 1859 i l'església va ser consagrada l'11 de setembre de 1861 per l'arquebisbe Lleonci de Reval, més tard metropolità de Moscou, i està dedicat a Sant Alexandre Nevski, príncep de Novgorod i gran heroi de Rússia. L'església es va convertir en catedral el 1922, quan l'arquebisbe Eulogos en feu la seu de la seva diòcesi, agrupant les parròquies dels nombrosos emigrats russos de l'època. El 12 de juliol de 1918, Pablo Picasso s'hi va casar amb Olga Khokhlova.

## Arquitectura
El temple fou projectat pels arquitectes Kuzmin i Strom amb planta de creu grega. Cada braç de la creu finalitza en un absis, amb torretes rematades per bulbs. El cinc bulbs simbolitzen Crist amb els 4 evangelistes. La torre central té una alçada de 48 m. L'edifici està classificat com a monument històric des de 1983, i a partir de 1996 s'hi han estat realitzant nombrosos treballs de restauració.